# Mount Afton
Mount Afton är ett berg i Kanada.   Det ligger i provinsen British Columbia, i den centrala delen av landet, 3 100 km väster om huvudstaden Ottawa. Toppen på Mount Afton är 1 921 meter över havet.
Terrängen runt Mount Afton är bergig. Trakten runt Mount Afton är nära nog obefolkad, med mindre än två invånare per kvadratkilometer.. 
Trakten runt Mount Afton består i huvudsak av gräsmarker.